# Vincent Kipruto
Vincent Kipruto (Kenia, 13 de septiembre de 1987) es un atleta keniano, especialista en la prueba de maratón, en la cual se destacó al obtener la medalla de plata en el Mundial de Daegu 2011.

## Carrera deportiva
En el Campeonato Mundial de Daegu 2011, Kipruto ganó la medalla de plata en la maratón con un tiempo de 2:10.06. Terminó detrás de su compatriota Abel Kirui, quien se llevó el oro, y por delante del etíope Feyisa Lilesa, que se llevó el bronce.